# باعلوي
آل باعلوي أو آل أبي علوي أو بنو علوي سلالة من بني هاشم تنتسب إلى رسول الله محمد من آل الحسين بن علي بن أبي طالب. يسكنون منطقة حضرموت جنوب الجزيرة العربية، وكانت بداية تواجدهم في حضرموت سنة 319 هـ/ 931 م بعد أن وصل جدهم أحمد المهاجر إليها ثم انتشروا بعد ذلك في أنحاء العالم. يتبعون منهج أهل السنة والجماعة على المذهب الشافعي في الفقه، وعلى المذهب الأشعري في العقيدة، ولهم طريقتهم في والسير السلوك إلى الله وهي طريقة السادة آل باعلوي إحدى الطرق الصوفية المنتشرة في العالم الإسلامي.
عُرف عن آل باعلوي الدعوة إلى الله تعالى ونشر العقائد والأفكار التي يحملونها بالحكمة والموعظة الحسنة. وكان منشئ طريقتهم ومؤسسها محمد بن علي باعلوي المعروف بـ«الفقيه المقدم» الذي ترك السلاح ووضعه في مرحلة زمنية كانت فيها القبائل مشغولة بحمل السلاح والقتال والتنازع فيما بينها على الحكم والرئاسة، فتبعه قومه العلويون، ونقلهم بذلك إلى الإطار الصوفي السلمي الذي يعطي أولوية للجانب التربوي الروحي ونبذ العنف والتعصب. وقد احتلوا المرتبة الأولى في السلم الاجتماعي في حضرموت لنسبهم الشريف، ودورهم الاجتماعي والمالي والإصلاحي بين الناس، ونشر وتعليم الناس مبادئ الإسلام، وإنشاء المساجد والمدارس العلمية، بالإضافة إلى تقدمهم في المراكز العلمية والفكرية التي جعلتهم يحتلون الصدارة في المجتمع.

## تسميتهم
يرجع أصل تسميتهم (باعلوي) إلى أحد أجدادهم في النسب وهو علوي بن عبيد الله بن أحمد المهاجر، أول من سُمي بعلوي من ذرية المهاجر. وهي في اللغة الفصيحة (العلوي) وأتى استعمال (باعلوي) بعد تأثرهم بالحضارمة في طريقتهم في النسبة إلى آبائهم، ومعنى (با) عند الحضارمة (ابن). غير أنهم لا يستعملون هذين اللقبين إلا في التراجم والأنساب، وينسب الشخص إلى قبيلته، إلا أن هناك أفرادًا قليلين من بني علوي ما زالوا يلقبون بـ (باعلوي)؛ لعدم انتسابهم إلى بعض القبائل المشهورة. وينسب إلى آل باعلوي بنو أخويه بصري وجديد ابني عبيد الله بن أحمد المهاجر مجازًا؛ لشهرة نسب أخيهم علوي، خصوصًا أن بني بصري وبني جديد قد انقرضوا في أوائل القرن السابع الهجري.

## تاريخهم
بعد استشهاد الحسين بن علي حفيد الرسول محمد في موقعة كربلاء لم ينج أحد من ولده إلا ابنه علي زين العابدين، فقد كان مريضًا ولم يقاتل مع والده، ورجع إلى المدينة المنورة مع من بقي من أهله. وكان ممن عاد معه من أهله ابنه محمد الباقر الذي شهد معركة كربلاء وهو صغير، فعاش حياته في المدينة ومن بعده ابنه جعفر الصادق كذلك. وأما علي العريضي فهو أصغر أولاد جعفر الصادق وأطولهم عمرًا، ولقب بـ«العريضي» نسبة إلى قرية العريض بالقرب من المدينة المنورة التي سكن بها. ومن أولاده محمد النقيب بالمدينة الذي انتقل إلى العراق بعد موت أبيه وسكن البصرة وتديّرها، وكذا ابنه عيسى النقيب فقد تولى نقابة الأشراف بعد أبيه. وأعقب عيسى الكثير من الولد منهم أحمد المهاجر (جد آل باعلوي).
كانت حياة الجد أحمد المهاجر في البصرة، وفي ربوعها ترعرع، وكان خلفاء بني العباس قد اتخذوا من العراق قاعدة لملكهم، وعندما بدأ الضعف يحل بهم ظهرت القلاقل والثورات، وراحت الفتن تعصف بالعراق شيئًا فشيئًا، وكان من أشدها القرامطة وهجومهم على البصرة في مطلع القرن الرابع الهجري، وظهور طائفة الزنج. وفي تلك الظروف المضطربة وفي عام 317 هـ بالتحديد، هاجر أحمد بن عيسى، الذي لقب لذلك بـ«المهاجر»، فارًّا بدينه من تلك الفتن الهائجة من البصرة إلى الحجاز مع صحبة سبعين من أهله وأتباعه، ليحط رحله عاما من الزمان بالمدينة المنورة، ثم غادرها إلى مكة المكرمة لأداء مناسك الحج، بعد أن دخلها القرامطة وانتزعوا الحجر الأسود. ولم يتيسر له التوطن بأحد الحرمين، فخرج من مكة متوجهًا إلى عسير، فاليمن، إلى أن وصل وادي حضرموت عام 319 هـ، فتنقل في قرى الوادي، ثم استقر في النهاية ببلدة الحُسيسة المعروفة الآن بشعب المهاجر. وبقدومه لأرض حضرموت انتشر مذهب أهل السنة وذهب نفوذ مذهب الإباضية الذي كان سائدا في تلك البلاد. واصل أولاد أحمد المهاجر من بعده التنقل في قرى الوادي، فاستوطنوا قرية سُمل مدة من الزمان، ثم ارتحلوا عنها وسكنوا قرية بيت جُبَير. وفي عام 521 هـ انتقل علي بن علوي الشهير بـ«خالع قسم» من ذرية المهاجر إلى مدينة تريم واتخذها موطنًا له ولأولاده. ومنذ ذلك الحين أصبحت تريم مقرًا لبني علوي إلى يومنا هذا.

## هجراتهم
هاجر بعض بني علوي في أواخر القرن السادس الهجري وبعده شرقًا إلى الهند والملايو وبورما وإندونيسيا والفلبين، وغربًا إلى كينيا وتنزانيا وأوغندا وجزر القمر وزنجبار وغيرها، ورجع كثير منهم إلى الحجاز. وأول من اشتهر بالهند من أبنائهم هم بنو عبد الملك بن علوي عم الفقيه المقدم، فقد انتشروا هناك واتصلوا بملوك وزعماء المسلمين بالهند، ولهم مكانة عالية بين مسلمي الهند ويُدعون بآل عظمة خان، وكان منهم الدعاة والساسة والجنود، ثم انتقلت ذريتهم إلى جزر الهند الشرقية التي عرفت فيما بعد بإندونيسيا، أو أرخبيل الملايو، فكان لهم بها شهرة فائقة. والذين هاجروا إلى الفلبين من ذرية عبد الله بن علوي عم الفقيه المقدم. منهم علي زين العابدين بن أحمد، الذي قدم إلى جوهور بالملايو في القرن التاسع الهجري، وتزوج ابنة السلطان التي ولدت له محمد، الذي أبحر من جوهور على المراكب الشراعية إلى خليج مينداناو ودعا أهلها إلى الإسلام. ولعلي زين العابدين ابن آخر يدعى أبو بكر الذي توجه نحو جزيرة سولو وتولى السلطة المحلية هناك. وقد انتشر وجودهم وبقيت ذراريهم إلى اليوم في القرى النائية من تلك البلاد التي قصدوها.

## جهودهم الدعوية
كان للعلويين الحضارم دور كبير في نشر الإسلام والعلم والهدي النبوي في جنوب شرق آسيا ونواحي أفريقيا، حيث ذكرت كتب التاريخ الإسلامي واليمني، وحتى الغربي والاستشراقي، انتشار الإسلام في الهند وجنوب شرق آسيا، والتي تشمل إندونيسيا وبروناي وماليزيا وسنغافورة وفطاني والفلبين حتى مشارف كوريا واليابان وأرض سيام وكمبوديا على يد السادة الأشراف من بني علوي الحسينيين. فالهند كلها على مذهب أبي حنيفة، إلا مناطق كجرات وأحمد آباد ومليبار، حيث ينتشر المذهب الشافعي بتأثير السادة بني علوي. وكذلك جنوب شرق آسيا، وساحل شرق إفريقيا، كلها مناطق سنيّة شافعية تبعًا للدعاة من بني علوي. أما نشرهم الإسلام في نواحي أفريقيا فقد كان للسادة آل باعلوي الفضل والشرف في دخول الإسلام ونشره وتوسيع رقعته في نواحي شرق أفريقيا؛ بدءًا من أقصى شمال إريتريا ومرورًا بالحبشة والصومال وكينيا وتنزانيا وأوغندا وجزر القمر ومدغشقر وحتى الموزمبيق في أقصى الجنوب. ويذكر بعض الباحثين أن السادة آل باعلوي قدموا للعالم الإسلامي مثله مساحةً وسكانًا بإدخالهم الإسلام إلى شرق آسيا وشرق أفريقيا.

## مذهبهم
المذهب الفقهي الذي عليه السادة آل باعلوي هو مذهب الإمام الشافعي، الذي قدر له الظهور في بلاد اليمن في عهد مبكر، وبدء انتشاره منذ نهاية القرن الثالث الهجري. ولم يقف دورهم على مجرد التمذهب بمذهب الشافعي، بل لهم في إحيائه ونشره، وتحريره والتصنيف فيه القدر الكبير، فضلًا عما أنشؤوه من معاهد وأربطة ومدارس كثيرة، وما نشروه من اتّباع المذهب ودرسه وتدريسه في أنحاء المعمورة كشرق آسيا وإفريقيا والهند وغيرها من البقاع. أما المذهب العقدي لهم فهو المذهب السنّي الأشعري، وذلك بعد استقرار أمر حضرموت على مذهب أهل السنة مع زوال شوكة الإباضية منها. فآل باعلوي من قديم نشأتهم انتهجوا المذهب الأشعري في الأصول، ومذهب الشافعي في الفروع، وهو ما عليه عمدتهم أبو حامد الغزالي.

## تصوفهم
لقد كان عبيد الله بن أحمد المهاجر أول صوفي تعرفه حضرموت حيث لم يذكر التاريخ اسم صوفي بها قبله، فقد تلقى علم التصوف عن الشيخ أبي طالب المكي عندما حج سنة 377 هـ، ثم تلقى هذا العلم من بعده ذريته، ولكن هذه الأنفاس الفردية لم تتخذ في الواقع تأثيرًا شاملًا كمدرسة ومنهج بل اتخذت شكلًا وراثيًا عائليًا في ذرية آل أبي علوي إلى أن جاء الفقيه المقدم محمد بن علي. فجمع بين طريقتين: طريقة آبائه وأجداده، وطريقة أبي مدين شعيب المغربي، ثم حولهما إلى منهج عملي ومدرسة سلوكية في الحياة. وبذلك يكون الفقيه المقدم أول من وضع قواعد الأساس لطريقة السادة آل أبي علوي إحدى الطرق الصوفية التي ينسب إليها الفضل في انتشار الإسلام على مساحة جغرافية واسعة، فقد جاء الفقيه المقدم في طريق الله بأسلوب عجيب ومسلك قريب، جمع في ذلك بين العلم والحال، والتحلي بالآداب الشرعية ومحاسن الأخلاق. ولقوة استعداده وأتباعه من أولاده وثبات طريقتهم، بقي ظهورها فيهم، ولم يزالوا لها يتوارثون. وغدا بنو علوي إلى اليوم من أهم مصادر التصوف في حضرموت.

## أعمالهم التنموية
كانت حضرموت من أقل بلدان الجزيرة العربية ثروة وليس فيها ما يغري من الأمن والولاء والأعوان، ولكن أحمد المهاجر قصدها ورأى أن يأتي حضرموت لما فيها، وكان رجلًا ثريًا جدًا، فبذل الأموال الطائلة في بناء الديار وتملك العقارات. واستمر أولاده من بعده كذلك، واشتغلوا بالزراعة، واشتروا الأراضي وغرسوها نخيلا وأشجارا، وبنوا البلدان، فقد أسس عبيد الله بن أحمد المهاجر بيت جبير وصارت بلدة عامرة وزراعية، واشترى علي بن علوي أرضًا بعشرين ألف دينار وسماها قَسَم باسم أرض بالبصرة تملكها أسرته، وبنى بها دارا وأنشأ حولها مزارع واسعة حتى صارت بلدة قائمة إلى اليوم. وأسس غيرهم بلدانا أخرى كثيرة. وكان محمد صاحب مرباط شهيرًا بزراعته وتجارته، إلى جانب شهرته بحماية القوافل التي تحمل التجارات، حتى اشتهرت به مدينة مرباط وانتعشت وعمرت. فبعد وصول المهاجر إلى حضرموت واستقراره بها هو وأبناؤه وحفدته ومن بعدهم تحولت حضرموت من حالة ضنك وفاقة إلى حالة يسر وثراء، حيث انتشرت الزراعة في نواحي الأودية وامتدت وانتعشت أراضي بالنخيل والزروع، وحفرت آبار، وأنشئت سدود لتوزيع مياه السيول شهدت بها الآثار وبقايا البلدان.

## أدوارهم السياسية
كان لقدوم أحمد المهاجر إلى حضرموت ولأحفاده من بعده أثر كبير في تاريخ حضرموت السياسي والاجتماعي والمذهبي. وكان تأثيرهم على سير الأحداث بحضرموت أقوى من تأثير مشايخ حضرموت على ما للمشايخ من نفوذ وسمو مقام عند الحضارم. وإن أبرز ما تميزت به عهودهم أنهم لم يسعوا إلى ملك أو سيطرة سياسية في حضرموت ولكنهم كانوا دعاة خير وإصلاح. وكانت بداية دخولهم معترك الحياة العامة والتأثر بالأحوال السياسية والاجتماعية بحضرموت عند انتقالهم إلى مدينة تريم، حيث أنهم كانوا منعزلين عن السياسة بشكل عام بعد وصولهم حضرموت، وانحصر نشاطهم في مكان استقرارهم بقرية بيت جبير والتي بقوا بها فترة من الزمن قبل أن يقرروا الانتقال إلى تريم. وكان أول احتكاكهم السياسي بسلطنة آل راشد إحدى سلطنات حضرموت في ذلك العصر والتي اشتهر كثير من رجالها بالعدالة والإصلاح، إلا أن بعض سلاطينها لم يتقبل ما تمتع به العلويون من شعبية كبيرة بين أبناء الشعب الحضرمي فحصل العداء لهم خوفا على مراكزهم التي يخشون عليها من أن يحتلها هؤلاء السادة الأشراف القادمون من خارج حضرموت. وتشاء الأقدار أن يصل إلى حضرموت في هذه الفترة مبعوث الشيخ الصوفي شعيب التلمساني والذي قام بدوره في إرشاد الفقيه المقدم محمد بن علي باعلوي إلى سلوك طريق التصوف، فقرر الفقيه المقدم أن يتصوف ويترك حمل السلاح بل وقام بكسر سيفه إشارة إلى أن قراره هذا لا رجعة فيه. وحافظ العلويون على مبدئهم الذي سنّه لهم جدهم الفقيه المقدم بعدم التدخل في السياسة إلا للمصالح العامة وبشكل محدود، ولم يقوموا خلال تاريخهم بحضرموت بأية محاولة لتأسيس دولة أو إمارة، ولا تعتبر خلافة طاهر بن حسين بن طاهر القصيرة إلا محاولة لحماية الدين ومكافحة الفوضى فقط. وهم إنما كرسوا أوقاتهم للإصلاح بين المتحاربين بالنصائح الناجعة والرسائل النافعة التي ترسل تباعا إلى رؤساء القبائل والدويلات. ومن يطلع على بعض ما كتبه أعلامهم في إصلاح القبائل ودعوتهم إلى الخير يعلم مبلغ الجهود العنيفة التي قام بها أولئك الأعلام في سبيل النفع العام وفي درء المفاسد عن القطر الحضرمي والأمر بالمعروف والنهي عن المنكر.
أما في بلاد المهجر فقد تولى بعض العلويين الملك على خلاف تقاليدهم بحضرموت، واحتلوا المراكز والرتب العالية، حيث تهيأ لهم المناخ الملائم للنهوض بسلطنات كان لها الأثر الواضح في تقوية شأن المسلمين في المناطق الغير إسلامية وتعزيز سيطرتهم عليها. كمثل: سلطنة تشيربون وسلطنة بنتن بجزيرة جاوة، وسلطنة فاليمبانغ وسلطنة آتشيه وسلطنة سياك بسومطرة، وسلطنة برليس بماليزيا، وسلطنة فونتيانق وسلطنة كوبو بكالمنتان، وسلطنات جزر القمر، وسلطنة سولو وسلطنة ماكينداناو بالفلبين، ولهذه السلطنات تاريخ منشور.

## صفاتهم
كان بنو علوي ولا زالوا أهل علم، يسعون في طلبه ثم في تعليمه، ويحثون الناس على تحصيله. قال عبد الله الحداد: «ما وجدنا الخير كله إلا في العلم، ولولا العلم ما عرف العبد ربه، ولا عرف كيف يعبده». ويزهدون في الدنيا، مع بذل جهدهم ما استطاعوا في الاستتار، واجتناب الشهرة، فيقول أيضًا: «الشهرة ليست من عادة ساداتنا آل باعلوي»، ويقول: «لا يزال في كل زمان من آل باعلوي أولياء، ما بين ظاهر أو خامل، ولا يكون الظهور إلا لواحد منهم والبقية خاملين، إذ لا حاجة إلى ظهور اثنين أو ثلاثة من بيت واحد وبلد واحد. والستر على حالين: ستر الوَلِيّ عن نفسه، بحيث لا يعرف بأنه وَلِيّ، وستر الإنسان عن غيره بأن يعرف هو بأنه وَلِيّ، ويخفى ذلك عن غيره ولا يطلع منه الغير على ذلك». وكانوا يربّون طالب العلم على مكارم الأخلاق، ويهذبونه ويؤيدونه، إلى أن تصبح سيرته كلها محمدية. قال عيدروس بن عمر الحبشي: «كان السادة بنو علوي أدناهم في العلم من يكون عنده ما يغنيه عن علم غيره من العلماء، وكان كل واحد منهم يحفظ مناقب أهله وسيرهم وكراماتهم، وكان أكثر الأخذ منهم للعلم والأدب بالتلقي، والتأدب بالحال، لا بكثرة القراءة في الكتب والقيل والقال». وقال أحمد بن حسن العطاس: «كان السلف الصالح من العلويين وغيرهم يربّون طالب العلم على سلامة الصدر، وحسن الظن بالله، وبخلق الله، والزهد في الدنيا والرغبة في الآخرة، ومراعاة الحقوق لأهلها، وتعظيم العلم والعلماء والأولياء والمؤمنين والمسلمين. ويراقبون قلوبهم وأسماعهم ويحفظونها عن كل ما يدخل التشويش مما حصل سابقا، لأجل أن تبقى قلوبهم نقية وطاهرة وصافية ونفوسهم مطمئنة، وهممهم معلقة بالخير وأسبابه».

## عاداتهم وتقاليدهم
هناك عادات وتقاليد وآداب عامة يزاولها كل أبناء الشعب الحضرمي ويشترك في القيام بها، وكثير منها موروث ومأخوذ من الآداب الإسلامية، ومن ذلك تقبيل اليد، حيث أن المشايخ آل بافضل كانت تُقبل أيديهم احترامًا لهم، فلما جاء العلويون إلى حضرموت أشاروا إلى أبناء الشعب بأن يحولوا هذا التقبيل إلى العلويين لأنهم أحق به. فيُقبل غير العلوي يد العلوي ويلقبه بالسيد وبالحبيب إشارة إلى محبته له من أجل انتمائه إلى الرسول محمد، واعترافا بما قدمه أجداده من خدمات علمية وإصلاحية لهذا الشعب. ومن عاداتهم أنهم لا يزوجون نساءهم لغير العلوي أو الشريف في النسب لما نصّ عليه الإمام الشافعي في مذهبه بمراعاة شرط الكفاءة من ناحية النسب في النكاح، ولكن هذه العادة أخذت في التلاشي عند المهاجرين منهم خاصة؛ لعدم توفر المكافئ لهم في بعض بلاد المهجر، بالإضافة إلى تغير أحوالهم التي كان أجدادهم عليها. ولهم في تريم مقبرة خاصة تسمى بمقبرة زنبل يدفن فيها كل من ينتسب إلى بني علوي، وهي إحدى ثلاث مقابر متجاورة الاسم الجامع لهم مقبرة بشّار. وفي مكة المكرمة أيضًا لديهم حوطة خاصة بهم في مقبرة المعلاة تسمى بحوطة السادة العلويين.

## نقابتهم
تأسست نقابة للسادة العلويين في الثلث الأول من القرن التاسع الهجري، وهي عبارة عن منظمة تتركز في إدارة الحياة العملية العامة التي يعيشها العلويون، ونصّت اتفاقيتهم أو معاهدتهم الأساسية على أن لا يحيدوا في أعمالهم وفي معاملاتهم عن دائرة الشرع الشريف، وأن يضبطوا أوقافهم وصدقات مساجدهم ويضعوها في مواضعها ومصارفها الشرعية، ويعينوا لها نظارًا أكفاء، وأن ينصروا من أصيب منهم بمظلمة بالوسائل السلمية. وانتخبوا عمر المحضار بن عبد الرحمن السقاف ليكون أول نقيب عليهم ورئيسًا لإدارة نقابتهم التي تتألف من عشرة منتخبين من أعيانهم، وعلى كل فرد من العشرة خمسة ضمناء في أن لا يخالفوا الطريق المرسوم له في الإدارة، وإذا لم يؤد واجبه بكفاءة يبدل بآخر يعينه النقيب إلى غير ذلك من الترتيبات، ويقوم بتنفيذ مواد الاتفاقية حاكم تريم المتولي على حصن الرناد، قصر الحكم آنذاك. وكان لهذه النقابة أثر كبير في استمرار العلم والثقافة والتربية الإسلامية فيهم جيلا بعد جيل، وقد تولى بعد المحضار نقباء آخرون منهم عبد الله العيدروس، وأبو بكر العدني، وأحمد بن علوي باجحدب. ولكن النقابة انقطعت فيما بعد القرن الحادي عشر الهجري، وإن بقيت آثارها الأدبية إلى اليوم، واستبدلت بنظام المناصب المعروف والمنتشر في كثير من القرى والأودية بحضرموت.

## مناصبهم
المناصب جمع «مُنصِب» وهو المرجع في الأمور الهامة والمشاكل الاجتماعية، وكما يطلق على المقام والوجاهة والشرف والحسب، والمناصب منتشرون في معظم مدن وقرى وأودية حضرموت من بني علوي وغيرهم، وشغلهم غالبا التفرغ لإصلاح ذات البين وعقد الصلح والهدنة بين القبائل المسلحة، وإرشاد الجهال والقيام بنشر المبادئ الإسلامية في الأماكن البعيدة عن الدعاة بأنفسهم وبتلاميذهم، وقِرَى الضيف بأن تكون ديارهم مفتوحة دائما وكل وقت للنزلاء والغرباء من الحضر والبدو. وقد تأسست هذه المناصب في القرن العاشر الهجري، وأول من عرف بتأسيس المنصبة من بني علوي أحمد بن حسين العيدروس وابنه عبد الله المتوفيان بتريم، والشيخ أبي بكر بن سالم المتوفى بعينات. وهؤلاء المناصب يتمتعون بالوجاهة والنفوذ الروحي وحسن العقيدة فيهم بين القبائل المتسلحة، ولهم سلطة عليهم في حدود معينة. ومن أبرز القبائل العلوية التي تحدرت منها المناصب آل الشيخ أبي بكر بن سالم ولهم وجاهة عظيمة لدى القبائل اليافعية والمهرة والمناهيل وغيرهم، وآل العطاس ووجاهتهم أكثر لدى قبائل الجعدة ونهد، وآل العيدروس ووجاهتهم لدى القبائل الشنفرية والتميمية.

## قضاياهم

### الحركة الإرشادية
حدث في سنغافورة حادث صغير ولكنه كان شرارة الصراع الاجتماعي والفقهي بين المهاجرين من بني علوي وغيرهم من الحضارم وهو أن رجلا هنديا تزوج من امرأة علوية. واستفتى أحد الحضارم محمد رشيد رضا صاحب «مجلة المنار» في مصر حول صحة هذا الزواج وأفتى بصحته في إحدى أعداد مجلته عام 1323 هـ/ 1905 م من غير أن يلتفت إلى مذهب المسلمين في جنوب شرق آسيا وهو المذهب الشافعي الذي يشترط النسب في صحة النكاح، فراجت هذه الفتوى وانتشرت، وأثارت غضب العلويين، وأصدر عمر بن سالم العطاس فتوى مناقضة لفتوى محمد رشيد رضا منطلقا من مذهب الإمام الشافعي وأقوال الشافعية في هذه المسألة. وتوسع النقاش واحتد حول موضوع جواز أو عدم جواز نكاح العلوية من غير العلوي، فرد رشيد رضا على فتوى العطاس وبالمقابل رد عليه مجموعة من العلويين، وأفتى أحمد السوركتي بصحة فتوى محمد رشيد رضا وأدخلته هذه الفتوى في خصومة مع العلويين الذين استقدموه لإدارة مدرستهم جمعية خير.
وتصاعد الصراع حتى انسلخت جماعة من جمعية خير وأسسوا جمعية الإصلاح والإرشاد عام 1332 هـ/ 1914 م، وقد نص مؤسسوها في دستور هذه الجمعية عدم قبول أي علوي في قيادة هذه الجمعية، وهذا مما زاد من شدة النزاع بين الفريقين، وقد أخذ كل فريق له منبرا يعلو صوته منه ويرمي باتهاماته على الفريق الآخر، فأسس العلويون «صحيفة الإقبال»، وأسس الإرشاديون «صحيفة الإرشاد»، ولم تقف هذه المهاترات على هذا الحد بل تجاوزته إلى الصحف المصرية والإندونيسية الناطقة باللغة الجاوية، وانبرت أقلام الفريقين تتبارى فيما بينها وتعمق التفرقة بين الحضارم. وكان من آثار هذا النزاع تأسست رابطة العلويين وتأسس العديد من المجلات فبلغ عددها عشرين مجلة. ومن أشهر الكتاب في حزب العلويين وأنصارهم: علوي بن طاهر الحداد، وعيدروس بن عمر المشهور، وعمر بن أحمد بارجاء، وهادي بن سعيد جواس وغيرهم كثير. ومن حزب الإرشاديين: صلاح البكري، وأحمد السوركتي، وعلي أحمد باكثير، وسعيد بن سالم مشعبي وغيرهم. واستعرّت هذه الفتنة وكفَّر بعض الفريقين بعضا ودس كل فريق على الآخر لدى الدول فقد أقحمت الدول نفسها في هذا الصراع فتدخلت حكومة هولندا وانجلترا وشريف مكة والملك عبد العزيز آل سعود والسلطانان القعيطي والكثيري. وتوسع الصراع العلوي الإرشادي وخرج عن موضوع الزواج ليكتسب مفاهيم سياسية اقتصادية واجتماعية وآراء ووجهات نظر للإصلاح داخل الوطن. وبلغ ذروته عندما حدث الصدام الدموي الذي قتل وجرح فيه العديد من الفريقين. وعانى الحضارم الويلات من شرّ هذه الفتنة ووقعت القطيعة وكاد لا يسلم منها أحد وطار شرّها إلى حضرموت ومهاجر الحضارم، وصغر الحضارم في نفس المسلمين الإندونيسيين وأوجدت فيهم ردود فعل أوهنت من نشر الدعوة الإسلامية في الجزر الإندونيسية ولولاها لانتشر الإسلام في اليابان وما حولها من الأقطار.
وكانت هناك محاولات لجمع شتات هؤلاء المتنازعين ولإزالة أسباب النزاع والشقاق، ولكن لم يوفق أحد وباءت جميع تلك المساعي بالفشل، واستمر كلا الفريقين في فرقة وتناحر ومعارك كلامية ودموية، وطفحت الصحف والمجلات المصرية بالمقالات المتبادلة بين الفريقين التي شنعت كل فرقة بالأخرى، وطال عمر الشقاق بين العلويين والإرشاديين وتفاقم بينهما الأمر لأكثر من سبعة عشر عاما ولكن دخل في الموضوع عنصر جديد من المولدين الحضارم من كلا الفريقين، فنبذ هذا العنصر هذه الخلافات والعداوات وشكل من نفسه فريقا جديدا طالب بحقوقه وأخذ دوره في المجتمع الإندونيسي، ونبغ من هؤلاء العديد من العلماء والأدباء والصحفيين وأساتذة الجامعات. ففي عام 1353 هـ/ 1934 م تأسس اتحاد عرب إندونيسيا ومؤسسه عبد الرحمن باسويدان (جد أنيس باسويدان)، وقام هذا الحزب على أساس الاعتراف بإندونيسيا وطنا لأبناء العرب وليس حضرموت واعتبارهم إندونيسيين عليهم واجبات ولهم حقوق كباقي الشعب الإندونيسي. وبقيام اتحاد عرب إندونيسيا خرج الكثير من العرب من المجموعتين المتصارعتين وانضموا إلى الحزب، وأسس الاتحاد فروعا في كل مدن إندونيسيا، كما أصدر مجلة باسمه بعنوان «التيار الحديث». وكانت هذه نهاية الصراع وبداية لحركة جديدة لجيل جديد يبحث عن هويته داخل إندونيسيا والجزر الأخرى ليكون جزءا من نسيج مجتع بلد الهجرة.

### التشيع
عرف التشيع عن أشخاص من بني علوي في الفترة الأخيرة، ولكن هذا التشيع ما كان مذهبا فكريا أكثر منه ممارسة لعقيدة الشيعة، وتتلخص مظاهره في سبّ الأمويين، وقد يذهب بعضهم أكثر من ذلك. وكان أول من عرف بالتشيع من بني علوي هو محمد بن عقيل بن يحيى، وكان بدء أمره معتدلا في تشيعه حتى دخل العراق سنة 1330 هـ، فلم يرض به الشيعة ولا أهل السنة لخروجه عن سمت الفريقين، ولكنه غلا بالآخرة في تشيعه حتى وصل إلى الصحابة أو كاد، وغضب من كلامه بعض كبار العلويين، ولقيت مؤلفاته معارضة شديدة في حضرموت. حيث كان له دور بارز بين علماء حضرموت ثم بين علماء الإسلام في النزاع حول معاوية بن أبي سفيان، فقد ألّف كتابه «النصائح الكافية لمن يتولى معاوية» تحت إشراف شيخه أبو بكر بن شهاب الدين ونشره وقامت ضجة حوله لأنه حكم فيه بمروق معاوية عن مبادئ الإسلام وبأنه ليس من الصحابة، وصدر أمر من المجلس النيابي للدولة العثمانية التركية بمصادرة نسخ الكتاب. ومن أبرز من رد عليه صديق ابن شهاب وأحد أفراد قبيلته حسن بن علوي بن شهاب الدين بكتاب سماه «الرقية الشافية من سموم النصايح الكافية» حاول فيه إثبات صحبة معاوية وأنه من أهل الفضل والعدل، ولكن أبو بكر بن شهاب رد على صاحب الرقية بكتاب أسماه «وجوب الحمية من مضار الرقية»، وقد أحدث كل هذا ثورة ضد ابني عقيل وشهاب المؤلفين لهذين الكتابين حيث قام بالاحتجاج على النصائح الكافية وعلى الحمية معظم فقهاء وصوفية حضرموت واعتبروهما من الكتب الضارة التي تسمم أفكار الجيل وتصبغه بصبغة البدعة والرفض.
وتوجد مجموعة من بني علوي بسوريا من أبناء الأمير فضل باشا الذي استقر حفيده عبد الله بن حسن بن فضل في اللاذقية واتخذها موطنا وبات يعرف باسم الشريف عبد الله آل الفضل، حيث بدأ نشاطا شيعيا، وأصدر مجلة اسمها «المرشد العربي» سنة 1347 هـ، قام فيها بالدفاع عن الطائفة العلوية، والتأكيد على هويتها الشيعية، وصدرت له رسالة عام 1357 هـ خلال دعوى قضائية بين ورثة أحدهم من أم علوية وآخرين من أم سنيّة، أكد فيها أن طائفة العلويين شيعة جعفرية اثني عشرية، ووقّعت مجموعة من شيوخ العلويين على رسالته. وقد تحوّل بعدها عبد الله إلى شخصية محورية في مجتمع العلويين في اللاذقية، فأسس عام 1370 هـ جمعية باسم «الجمعية الجعفرية» التي استمر برئاستها حتى عام وفاته 1395 هـ، وقد قامت الجمعية بأنشطة، منها تأسيس مسجد الإمام الصادق في حي الرمل الشمالي، الذي تم بناؤه بجمع تبرعات من شخصيات بارزة في تلك الفترة. وما تزال عائلة الشريف عبد الله موجودة، وتحوز احتراما ضمن العائلة الحاكمة، وضمن العلويين.
وبعد حدوث الثورة الإسلامية الإيرانية اشتهر المذهب الإسلامي الشيعي لدى كثير من الناس بما في ذلك المجتمع الإندونيسي. وكان حسين بن أبي بكر الحبشي [الإندونيسية] أحد كبار الشخصيات المناصرة للشيعة من آل باعلوي، واتخذ من مفهوم الأخوة الإسلامية وسيلة لجعل المجتمع الإسلامي في بانقيل بجاوة الشرقية يتقبل تواجد المذهب الشيعي. وأسس معاهد تحت إدارة مؤسسة المعهد الإسلامي [الإندونيسية] أو ما يعرف بـ"يافي" سنة 1396 هـ. ولهذه المعاهد دور كبير في إرسال الطلاب للدراسة في مدينة قم وغيرها من مدن جمهورية إيران. وقد تأثر بهذا المد الشيعي عدد من أبناء آل باعلوي منهم: حسين شهاب، وحسين بن محمد الكاف، وعمر بن هاشم السقاف وغيرهم ممن أصبح لهم جهود في نشر مذهب الشيعة الإمامية في إندونيسيا من خلال إلقاء المحاضرات وتأليف الكتب وإنشاء المراكز العلمية.

### حمل السلاح
هناك عدد من بني علوي من بيوتات آل مولى الدويلة استوطنوا المناطق القبلية ويعيشون عيشة البادية ويحملون السلاح وكانوا محل انتقاد من قبل بني علوي الآخرين، حيث أن حمل السلاح لا يمثل طريقة ومنهج السادة آل أبي علوي الذي يدعوا إلى السلام. وهؤلاء البيوت العلوية البدوية لم يعودوا يعرفون من تراث آبائهم إلا أنهم سادة من آل باعلوي وتروى لهم وقائع في حروبهم. أما آباؤهم فقد كانوا متصلين بأهل البوادي لتعليمهم وإرشادهم أمور دينهم ودنياهم والإصلاح بينهم، وقد تزوج بعض أولئك الآباء عند بعض القبائل البدوية مع احتفاظهم بصفاتهم العلوية التي تلاشت فيما بعد بالتدريج في أبنائهم حتى أصبحت تلك السلالات بدوية محضة. وكان علماء بني علوي مهتمين بإرشاد هؤلاء السادة الذين يعيشون عيشة البادية، منهم عبد الله بن حسين بن طاهر الذي كان مهتما بإرشاد آل الشيخ أبي بكر بن سالم، وكان له اعتناء بتهذيب المناصب وتثقيفهم وتأديبهم. وفي سنة 1266 هـ طلب عبد الله بن طاهر من تلميذه محسن بن علوي السقاف أن يسير إلى عينات، فسار إليها ومعه خادمه عبدون الذي يحسن الغناء والسماع فكان ذلك أول ما يبدأ به حتى إذا اجتمع السادة وطربوا تكلم فيهم ووعظهم وذكرهم فقبلوا منه وتأثروا بكلامه وتبرأ الكثير من أزيائهم المشابهة لأزياء القبائل وأكثر ما أطربهم وشوّقهم ما سمعوه من لسانه عن آبائهم وأجدادهم من مكارم الأخلاق وأحاسن الشمائل.

## ألقابهم

### السادة أو أشراف حضرموت
يطلق عليهم هذا اللقب لانتمائهم إلى آل البيت النبوي من ذرية فاطمة الزهراء. وهو مسمى للطبقة الاجتماعية التي هم فيها بحضرموت، حيث إن المجتمع الحضرمي انقسم إلى فئات وشرائح اجتماعية يحدد النسب مكانتها وموقعها وعلاقاتها العامة، وقد اكتسب السادة قمة هذه الفئات لنسبهم الشريف. وتجدر الإشارة إلى أنهم ليسوا الوحيدين في حضرموت من هذه الطبقة فيوجد غيرهم من السادة مثل: آل الجيلاني، وآل الحسني، وآل شعيب، وآل بركات، وآل بلخي، ولكنهم قليلون مقارنة بآل باعلوي، وهم الأغلبية، الذين اشتهروا في هذه الشريحة الاجتماعية أكثر من غيرهم. ويليهم في الهرم الاجتماعي بحضرموت طبقة المشايخ.

### العلويون أو علويو حضرموت
وسبب التسمية قديمًا حيث أنهم أحد فروع ثلاثة:
1. البصريون: ذرية بصري بن عبيد الله بن أحمد المهاجر، انقرضوا في القرن السابع الهجري.
2. العلويون: ذرية علوي بن عبيد الله بن أحمد المهاجر، بقيت إلى الآن وإليها ينتسب آل باعلوي.
3. الجديديون: ذرية جديد بن عبيد الله بن أحمد المهاجر، انقرضوا في القرن السابع الهجري.

كما أن اللقب «العلوي» يطلق أيضًا على من ينتسب إلى علي بن أبي طالب، وقد يطلق أحيانًا على الموالين له في بعض العصور. فليس منهم:
- العلويون بالمغرب: وهم أشراف حسنيون منهم ملوك المغرب الآن، الذين جاء جدهم الحسن بن قاسم من ينبع إلى المغرب، ومنهم فرع يسكن المدينة حاليا يُعرفون بالأشراف المغاربة.
- طائفة العلويين في سوريا: وقد أطلق عليهم هذا اللقب مؤخرًا وهو إطلاق يفيد معنى الموالاة للإمام علي لا الانتساب إليه، وكانوا يسمون «المتاولة» أو «المتولية»، و«النُصيرية» سابقا.
- العلويون في تركيا: طائفة دينية أطلق عليهم هذا اللقب لتقديسهم علي بن أبي طالب ويطلق عليهم أيضا «العلاهيون».
- العلويون في طبرستان: أشراف حسنيون وحسينيون، وهم زيديون، أي من أتباع زيد بن علي بن الحسين.
- العلويون بشنقيط: نسبة لقبيلة إدو علي، قيل أنهم ينتسبون إلى محمد بن علي بن أبي طالب، وقيل إلى علي آخر هو جد القبيلة.
- الأسرة العلوية في مصر: سلالة حاكمة تنتسب إلى محمد علي باشا.
- بنو علي بجازان: أشراف موسويون حسنيون من ذرية علي الأصغر بن موسى الثاني، والنسبة إليهم (العلوي).
- بنو علي: بطن رئيسي من مسروح من قبيلة حرب بن سعد بن خولان، كانت ديارها عوالي المدينة ثم انساحت إلى نجد شرق القصيم، ولازال لهم وجود في نواحي المدينة، والنسبة إليهم (علوي).
- العُلُوات: فرع من الأشراف العمور من الأشراف آل بركات بن أبي نمي الثاني القتادي الحسني، والنسبة إليهم (عِلِوي).
- آل علي: فرع من آل أبي القاسم بن حسن بن عجلان بن رميثة بن أبي نمي الأول القتادي الحسني، ويقال للفرد منهم (العَلَوي)، ويسكنون الليث وضواحيها.
- العُلَوات: بطن من البطنة من الصواعد من عوف من مسروح من قبيلة حرب، والنسبة إليهم (علوي).
- بنو العلوي: بطن من قبيلة عك من ولد علي بن بولان بن عبسي بن عبد الله بن عك بن عدنان، بلادهم زبيد باليمن.[43]
- آل العلوي: بطن من قبائل يافع يسكنون وادي يَهَر بجنوب اليمن.

### الحبيب
كان السادة من آل باعلوي يلقبون بالإمام والشيخ إلى حوالي القرن الحادي عشر الهجري، ثم أطلق على الأكابر والعلماء منهم لقب «الحبيب» فيقال الحبيب عبد الله الحداد، الحبيب أحمد بن زين الحبشي، ولا يزال هذا لقبهم إلى اليوم. وأول من اشتهر وعرف بهذا اللقب هو الحبيب عمر بن عبد الرحمن العطاس المتوفى سنة 1072 هـ.

## آل بصري وآل جديد
وهم أبناء عمومة لآل باعلوي ذرية بصري بن عبيد الله بن أحمد المهاجر وذرية جديد بن عبيد الله بن أحمد المهاجر وقد انقطع نسلهم على رأس الست مئة الهجرية. كان الغالب على ذريتهم الفقه والعبادة والتبحر في فنون العلم والعمل، ولكن اندرست أخبارهم، وأهملت فضائلهم ولم يبق ذكر أحد منهم إلا عدد قليل من الرجال، حيث كان أهل حضرموت يتناقلون الأخبار بالمذاكرات، ولم يقيّدوها بالكتابة في الكتب. كانت لبني بصري الرياسة العلمية بتريم، وكانت لهم حارتان بها إحداهما تعرف الآن بحافة آل العيدروس بقرب مسجد العيدروس، والثانية حافة مسجد الحبوظي. ولهم مآثر عديدة أهملت ولم تقيد. ثم انقرض نسل بني بصري، وانتقلت رياسة الفقه والعلم وتقدمة المشيخة من بعدهم إلى بني عمهم جديد، وكانت حارتهم بتريم عند مسجدهم الذي يعرف الآن بمسجد بروم. ثم إن بني جديد انقرضوا أيضًا، فتفرد بنو علوي برياسة العلم والدعوة والإرشاد بتريم، وانحصرت الذرية الشريفة الباقية إلى اليوم فيهم.

## نسبهم
حافظ بنو علوي على أنسابهم صافية نقية، ولهم في ذلك كتب معروفة، ومشجّرات دقيقة محفوظة، سُلِّم لهم؛ لحفظ أنسابهم، يقول القاضي جعفر اللبني أحد مؤرخي مكة: «وأكثر السادة قاطني مكة والمدينة هم آل باعلوي الذين انتشر ذكرهم في حضرموت، ثم صاروا يقدمون من حضرموت إلى مكة والمدينة وغيرهما من بلاد الله، فهؤلاء السادة هم المسلَّم لهم؛ لحفظ أنسابهم، وهم المعروفون عند نقيب السادة في مكة والمدينة، ولا يكون نقيب السادة إلا منهم، وتضبط مواليدهم أينما كانوا، وتُحصر أسمائهم، وتحفظ أنسابهم على الطريقة المعروفة عندهم، لاقتسام وارداتهم من أوقاف ونحوها، ومن عداهم من كل من انتمى إلى النسب الطاهر سواء كان مصريًا أو شاميًا أو روميًا أو عراقيًا؛ فإنهم على كثرتهم لم يسلَّم لهم؛ لعدم ضبط أنسابهم على قاعدة سليمة عند الجمهور، غير أن بعضهم قد تقوم معه قرائن يحصل بها بعض الظن عل صدق مدَّعاه».

### كتب ومشجرات اختصت بحفظ أنسابهم
- «الجواهر السَّنية في نسبة العِترة الحُسينية» لعلي بن أبي بكر السكران
- «غُرر البهاء الضوي في مناقب بني جديد وبني بصري وبني علوي» لمحمد بن علي بن علوي خرد
- «الشجرة النبوية في تحقيق أنساب السادة العلوية» لعبد الله بن شيخ العيدروس
- «المشرع الروي في مناقب السادة بني علوي» لمحمد بن أبي بكر الشلي
- «العقد النبوي والسر المصطفوي» لشيخ بن عبد الله العيدروس
- «شمس الظهيرة في نسب أهل البيت من بني علوي» لعبد الرحمن بن محمد المشهور
- «خدمة العشيرة في تلخيص وتهذيب وتذييل شمس الظهيرة» لأحمد بن عبد الله السقاف
- «من أعقاب البضعة المحمدية الطاهرة» لعلوي بن محمد بلفقيه
- «المعجم اللطيف في أسباب الألقاب والكنى في النسب الشريف في بني علوي» لمحمد بن أحمد الشاطري
- «الشجرة الزكية في الأنساب وسير آل بيت النبوة» ليوسف بن عبد الله جمل الليل
- «الروض الجلي في نسب بني علوي» لمرتضى الزبيدي الحسيني

وقد حُفظت أنسابهم في مشجّرة عامة كبيرة تقع في خمسة عشر مجلدًا، جمعها النسابة عبد الرحمن المشهور صاحب «شمس الظهيرة»، فكانت هي الشجرة المعتمدة، ومازال يُسجل فيها إلى يومنا هذا في الحجاز واليمن وحضرموت ودول شرق آسيا وشرق أفريقيا، وحُفظ أصلها في تريم بحضرموت، واعتمدت عليها رابطة السادة العلويين في جاكرتا بإندونيسيا. وهناك مشجّرة عامة مشهورة للمُسنِد عيدروس بن عمر الحبشي، ومشجّرة عامة أخرى كانت محفوظة بمكة كان يقوم بالتدوين فيها القاضي أبو بكر بن أحمد بن حسين الحبشي. ومع وجود هذه المشجّرات العامة، وُجدت مشجّرات خاصة لكثير من قبائل بني علوي، يسجلون فيها أنسابهم.

### واقعة إثبات نسبهم
بعد أن استوطن أحفاد المهاجر تريم طلب بعض الولاة منهم إثبات نسبهم توكيدًا لما إدعوه وأن يكون ذلك بمقتضى حكم قضائي، وكان بتريم إذ ذاك ثلاث مئة مفتي، فسار علي بن محمد بن جديد المتوفى سنة 620 هـ إلى العراق وأثبت النسب عند قاضيها وأشهد عليه مئة من العدول ممن أراد الحج، ثم التقى هؤلاء الشهود بحجاج حضرموت في مكة وشهدوا لهم بذلك، فلما قدم هؤلاء الحجاج الحضارم إلى حضرموت وشهدوا بإثباته اعترف الناس لهم بالنسبة الشريفة وأقروا لهم بالفضل وأجمع المشايخ والعلماء على ذلك.
ومن المعلوم أن أحمد المهاجر عندما جاء إلى حضرموت ما زالت لديه أسرة وأقارب بالبصرة حيث بقي ابنه محمد على أمواله، وكذلك ابناه علي والحسين، وقد ذهب حفيده جديد بن عبيد الله للنظر في تلك الأموال وزيارة الأقارب. ثم استثمر أبناء وحفدة المهاجر بحضرموت من ريع أموالهم بالعراق سنين طويلة، فكانوا على اتصال بموطن أجدادهم وببني أعمامهم هناك، وكانت عندهم أخبارهم والقادمون منهم يذكرونهم بسيرتهم وتاريخهم.

### الطعن في نسبهم
ثم توالت السنون والقرون وأتى من يشككك في نسبهم بل وفي إبطاله بالقول أن كتب الأنساب من القرن الخامس إلى القرن التاسع الهجري لم تذكر شخصية تدعى عبيد الله أو عبد الله لأحمد المهاجر. بالإضافة إلا أن الفخر الرازي قد حصر ذرية أحمد المهاجر في ثلاثة بنين فقط: محمد، وعلي، والحسين.

#### تحليل الحمض النووي
وفي سنة 2000 م أنشئت شركة أمريكية باسم FamilyTreeDNA وقامت بالبدء في مشروع عالمي للتعرف على أصول البشر عن طريق تحليل الحمض النووي (DNA) بهدف إعادة ربط الشتات اليهودي حول العالم. وقامت الشركة بتصنيف نتائج عينات التحليل المرسلة إليها إلى سلالات جينية مختلفة اعتمادًا على الكروموسوم الذكوري (Y) وبالمقارنة مع عينات أخرى قد تم فحصها وتصنيفها. ولما أجرى أفراد من بني علوي هذا التحليل الوراثي ظهرت نتائجهم على السلالة G التي يكثر المنتمين إليها في بلاد القوقاز. فقال بعضهم ببطلان نسبتهم إلى آل البيت النبوي بدعوى أن السلالة التي يكثر بها العرب هي السلالة J.

### علماء أثبتوا نسبهم
وبالرجوع إلى المصادر التاريخية فقد أثبت نسب أجداد آل باعلوي الكثير من النسابين والمؤرخين، أمثال: ابن طباطبا، وبهاء الدين الجندي، وابن عنبة، ومحمد الكاظم، والعميدي النجفي، وسراج الدين الرفاعي، وشمس الدين السخاوي، وابن حجر الهيتمي، وابن شدقم، والمحبي، وأبو علامة المؤيدي، ومحمد زبارة، ومرتضى الزبيدي، وأبو سالم العياشي، وابن الأهدل، وابن المحب الطبري، وأبو الفضل المرادي، والطيب بامخرمة، ويحيى حميد الدين، ويوسف النبهاني، وعبد الله الغازي، وعبد الحفيظ الفاسي، وابن حسّان، وعبد الرحمن الخطيب، والسمرقندي، والعاملي المكي، والشرجي الزبيدي، وعبد الرحمن الأنصاري، وغيرهم الكثير جدًا ممن شهدوا بصحة نسبهم وانتمائهم إلى الدوحة النبوية الشريفة.

### سلسلة نسبهم
يجتمع آل باعلوي في شجر أنسابهم إلى محمد صاحب مرباط وينقسمون بعده إلى فرعين: فرع ينتسب إلى (عم الفقيه المقدم) علوي بن محمد صاحب مرباط، وفرع ينتسب إلى (الفقيه المقدم) محمد بن علي بن محمد صاحب مرباط.
|                    |                    |                    |                    |                    |                    |  |  |                       |                       |                       |                       |                       |                       |  |  |                 |                 |                 |                 |                 |                 |               |               |               |               |               |               | محمد صلى الله عليه وسلم |              |  |  |                    |                    |                    |                    |                    |                    |                  |                  |                   |                   |                   |                   |                   |                   |  |  |               |               |               |               |               |               |  |  |                       |                       |                       |                       |                       |                       |  |  |
|                    |                    |                    |                    |                    |                    |  |  |                       |                       |                       |                       |                       |                       |  |  |                 |                 |                 |                 |                 |                 |               |               |               |               |               |               |                         |              |  |  |                    |                    |                    |                    |                    |                    |                  |                  |                   |                   |                   |                   |                   |                   |  |  |               |               |               |               |               |               |  |  |                       |                       |                       |                       |                       |                       |  |  |
|                    |                    |                    |                    |                    |                    |  |  |                       |                       |                       |                       |                       |                       |  |  |                 |                 |                 |                 |                 |                 |               |               |               |               |               |               |                         |              |  |  |                    |                    |                    |                    |                    |                    |                  |                  |                   |                   |                   |                   |                   |                   |  |  |               |               |               |               |               |               |  |  |                       |                       |                       |                       |                       |                       |  |  |
|                    |                    |                    |                    |                    |                    |  |  |                       |                       |                       |                       |                       |                       |  |  |                 |                 |                 |                 |                 |                 | فاطمة الزهراء | فاطمة الزهراء | فاطمة الزهراء | فاطمة الزهراء | فاطمة الزهراء | فاطمة الزهراء |                         |              |  |  |                    |                    | علي ابن أبي طالب   | علي ابن أبي طالب   | علي ابن أبي طالب   | علي ابن أبي طالب   | علي ابن أبي طالب | علي ابن أبي طالب |                   |                   |                   |                   |                   |                   |  |  |               |               |               |               |               |               |  |  |                       |                       |                       |                       |                       |                       |  |  |
|                    |                    |                    |                    |                    |                    |  |  |                       |                       |                       |                       |                       |                       |  |  |                 |                 |                 |                 |                 |                 | فاطمة الزهراء | فاطمة الزهراء | فاطمة الزهراء | فاطمة الزهراء | فاطمة الزهراء | فاطمة الزهراء |                         |              |  |  |                    |                    | علي ابن أبي طالب   | علي ابن أبي طالب   | علي ابن أبي طالب   | علي ابن أبي طالب   | علي ابن أبي طالب | علي ابن أبي طالب |                   |                   |                   |                   |                   |                   |  |  |               |               |               |               |               |               |  |  |                       |                       |                       |                       |                       |                       |  |  |
|                    |                    |                    |                    |                    |                    |  |  |                       |                       |                       |                       |                       |                       |  |  |                 |                 |                 |                 |                 |                 |               |               |               |               |               |               |                         |              |  |  |                    |                    |                    |                    |                    |                    |                  |                  |                   |                   |                   |                   |                   |                   |  |  |               |               |               |               |               |               |  |  |                       |                       |                       |                       |                       |                       |  |  |
|                    |                    |                    |                    |                    |                    |  |  |                       |                       |                       |                       |                       |                       |  |  |                 |                 |                 |                 |                 |                 |               |               |               |               |               |               |                         |              |  |  |                    |                    |                    |                    |                    |                    |                  |                  |                   |                   |                   |                   |                   |                   |  |  |               |               |               |               |               |               |  |  |                       |                       |                       |                       |                       |                       |  |  |
| الحسين السبط       | الحسين السبط       | الحسين السبط       | الحسين السبط       | الحسين السبط       | الحسين السبط       |  |  | علي زين العابدين      | علي زين العابدين      | علي زين العابدين      | علي زين العابدين      | علي زين العابدين      | علي زين العابدين      |  |  | محمد الباقر     | محمد الباقر     | محمد الباقر     | محمد الباقر     | محمد الباقر     | محمد الباقر     |               |               | جعفر الصادق   | جعفر الصادق   | جعفر الصادق   | جعفر الصادق   | جعفر الصادق             | جعفر الصادق  |  |  | علي العريضي        | علي العريضي        | علي العريضي        | علي العريضي        | علي العريضي        | علي العريضي        |                  |                  | محمد النقيب       | محمد النقيب       | محمد النقيب       | محمد النقيب       | محمد النقيب       | محمد النقيب       |  |  | عيسى النقيب   | عيسى النقيب   | عيسى النقيب   | عيسى النقيب   | عيسى النقيب   | عيسى النقيب   |  |  | أحمد المهاجر إلى الله | أحمد المهاجر إلى الله | أحمد المهاجر إلى الله | أحمد المهاجر إلى الله | أحمد المهاجر إلى الله | أحمد المهاجر إلى الله |  |  |
| الحسين السبط       | الحسين السبط       | الحسين السبط       | الحسين السبط       | الحسين السبط       | الحسين السبط       |  |  | علي زين العابدين      | علي زين العابدين      | علي زين العابدين      | علي زين العابدين      | علي زين العابدين      | علي زين العابدين      |  |  | محمد الباقر     | محمد الباقر     | محمد الباقر     | محمد الباقر     | محمد الباقر     | محمد الباقر     |               |               | جعفر الصادق   | جعفر الصادق   | جعفر الصادق   | جعفر الصادق   | جعفر الصادق             | جعفر الصادق  |  |  | علي العريضي        | علي العريضي        | علي العريضي        | علي العريضي        | علي العريضي        | علي العريضي        |                  |                  | محمد النقيب       | محمد النقيب       | محمد النقيب       | محمد النقيب       | محمد النقيب       | محمد النقيب       |  |  | عيسى النقيب   | عيسى النقيب   | عيسى النقيب   | عيسى النقيب   | عيسى النقيب   | عيسى النقيب   |  |  | أحمد المهاجر إلى الله | أحمد المهاجر إلى الله | أحمد المهاجر إلى الله | أحمد المهاجر إلى الله | أحمد المهاجر إلى الله | أحمد المهاجر إلى الله |  |  |
|                    |                    |                    |                    |                    |                    |  |  |                       |                       |                       |                       |                       |                       |  |  |                 |                 |                 |                 |                 |                 |               |               |               |               |               |               |                         |              |  |  |                    |                    |                    |                    |                    |                    |                  |                  |                   |                   |                   |                   |                   |                   |  |  |               |               |               |               |               |               |  |  |                       |                       |                       |                       |                       |                       |  |  |
|                    |                    |                    |                    |                    |                    |  |  | علوي عم الفقيه المقدم | علوي عم الفقيه المقدم | علوي عم الفقيه المقدم | علوي عم الفقيه المقدم | علوي عم الفقيه المقدم | علوي عم الفقيه المقدم |  |  | محمد صاحب مرباط | محمد صاحب مرباط | محمد صاحب مرباط | محمد صاحب مرباط | محمد صاحب مرباط | محمد صاحب مرباط |               |               | علي خالع قسم  | علي خالع قسم  | علي خالع قسم  | علي خالع قسم  | علي خالع قسم            | علي خالع قسم |  |  | علوي صاحب بيت جبير | علوي صاحب بيت جبير | علوي صاحب بيت جبير | علوي صاحب بيت جبير | علوي صاحب بيت جبير | علوي صاحب بيت جبير |                  |                  | محمد صاحب الصومعة | محمد صاحب الصومعة | محمد صاحب الصومعة | محمد صاحب الصومعة | محمد صاحب الصومعة | محمد صاحب الصومعة |  |  | علوي صاحب سمل | علوي صاحب سمل | علوي صاحب سمل | علوي صاحب سمل | علوي صاحب سمل | علوي صاحب سمل |  |  | عبيد الله صاحب العرض  | عبيد الله صاحب العرض  | عبيد الله صاحب العرض  | عبيد الله صاحب العرض  | عبيد الله صاحب العرض  | عبيد الله صاحب العرض  |  |  |
|                    |                    |                    |                    |                    |                    |  |  | علوي عم الفقيه المقدم | علوي عم الفقيه المقدم | علوي عم الفقيه المقدم | علوي عم الفقيه المقدم | علوي عم الفقيه المقدم | علوي عم الفقيه المقدم |  |  | محمد صاحب مرباط | محمد صاحب مرباط | محمد صاحب مرباط | محمد صاحب مرباط | محمد صاحب مرباط | محمد صاحب مرباط |               |               | علي خالع قسم  | علي خالع قسم  | علي خالع قسم  | علي خالع قسم  | علي خالع قسم            | علي خالع قسم |  |  | علوي صاحب بيت جبير | علوي صاحب بيت جبير | علوي صاحب بيت جبير | علوي صاحب بيت جبير | علوي صاحب بيت جبير | علوي صاحب بيت جبير |                  |                  | محمد صاحب الصومعة | محمد صاحب الصومعة | محمد صاحب الصومعة | محمد صاحب الصومعة | محمد صاحب الصومعة | محمد صاحب الصومعة |  |  | علوي صاحب سمل | علوي صاحب سمل | علوي صاحب سمل | علوي صاحب سمل | علوي صاحب سمل | علوي صاحب سمل |  |  | عبيد الله صاحب العرض  | عبيد الله صاحب العرض  | عبيد الله صاحب العرض  | عبيد الله صاحب العرض  | عبيد الله صاحب العرض  | عبيد الله صاحب العرض  |  |  |
|                    |                    |                    |                    |                    |                    |  |  |                       |                       |                       |                       |                       |                       |  |  |                 |                 |                 |                 |                 |                 |               |               |               |               |               |               |                         |              |  |  |                    |                    |                    |                    |                    |                    |                  |                  |                   |                   |                   |                   |                   |                   |  |  |               |               |               |               |               |               |  |  |                       |                       |                       |                       |                       |                       |  |  |
| الفقيه المقدم محمد | الفقيه المقدم محمد | الفقيه المقدم محمد | الفقيه المقدم محمد | الفقيه المقدم محمد | الفقيه المقدم محمد |  |  | علي                   | علي                   | علي                   | علي                   | علي                   | علي                   |  |  |                 |                 |                 |                 |                 |                 |               |               |               |               |               |               |                         |              |  |  |                    |                    |                    |                    |                    |                    |                  |                  |                   |                   |                   |                   |                   |                   |  |  |               |               |               |               |               |               |  |  |                       |                       |                       |                       |                       |                       |  |  |
| الفقيه المقدم محمد | الفقيه المقدم محمد | الفقيه المقدم محمد | الفقيه المقدم محمد | الفقيه المقدم محمد | الفقيه المقدم محمد |  |  | علي                   | علي                   | علي                   | علي                   | علي                   | علي                   |  |  |                 |                 |                 |                 |                 |                 |               |               |               |               |               |               |                         |              |  |  |                    |                    |                    |                    |                    |                    |                  |                  |                   |                   |                   |                   |                   |                   |  |  |               |               |               |               |               |               |  |  |                       |                       |                       |                       |                       |                       |  |  |

## قبائلهم
لما تكاثرت القبائل العلوية بحضرموت بعد القرن الثامن الهجري، وتشابهت أسماؤهم، وجدت الضرورة لتمييز بعضهم البعض بالكُنى والألقاب. وقد يقع التشابه أيضًا بينهم وبين أسماء القبائل الأخرى الغير علوية، لذا وجب التحري والتدقيق عند نسبة أحدهم إلى أي من القبائل العلوية المتفرعة، فليس مجرد تطابق اسم أسرة يفيد أنهم من فرع واحد أو أنهم يجتمعون في قبيلة واحدة، فمن راجع كتب التاريخ وأنساب القبائل وجد الكثير من هذا.

## روابط خارجية
- دور السادة الباعلوي في إسلام ما يزيد عن الـ 200 مليون مسلم (10% من مسلمين العالم) - إشراقات (آل باعلوي).
- السادة آل باعلوي الحضارمة حماة العقيدة، وخدام الكتاب والسنة وفرسان دعوة الإسلام - مدونة د. محمد أبو بكر باذيب الثقافية الجديدة.